# Moddersteen

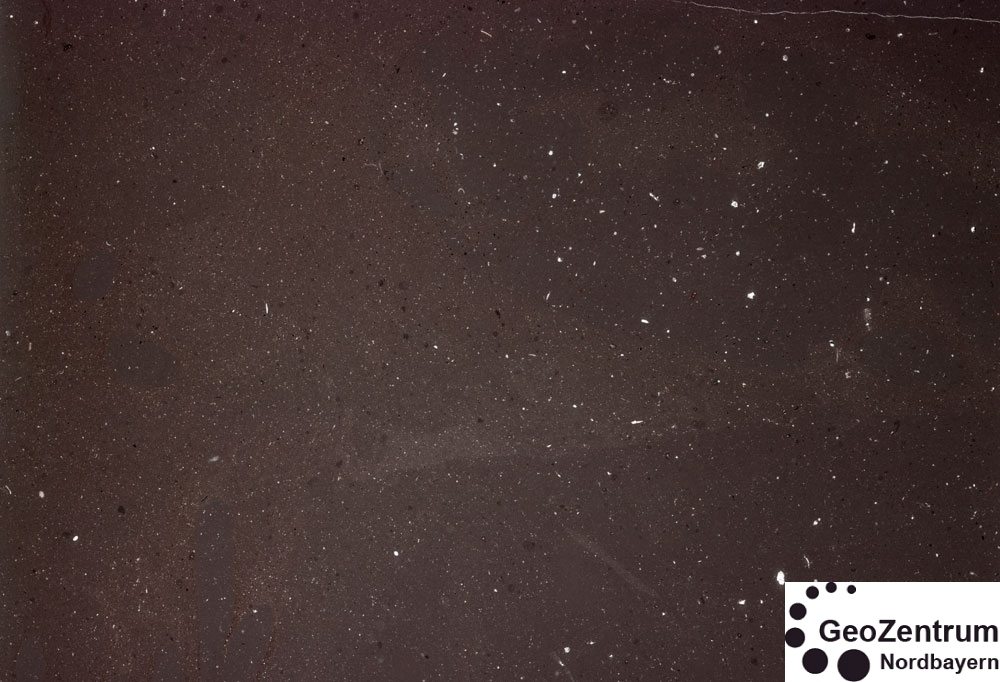
Een moddersteen volgens de Dunhamclassificatie onder de microscoop. Het gesteente bestaat vrijwel geheel uit fijne, micritische matrix.

Moddersteen of mudstone is een type sedimentair gesteente dat nauwelijks of geen klasten bevat met de grootte van zand of groter (groter dan 2 mm). Een moddersteen verschilt van areniet, wacke en wackestone, waarin meer klasten voorkomen.

## Carbonaatgesteente
De term "kalkmoddersteen" (calcareous mudstone) is een onderverdeling van carbonaatgesteente (gesteente dat rijk is aan carbonaatmineralen zoals kalksteen of dolosteen). Het gaat om een gesteente waarin de zeer fijne fractie dragend is. In Dunhams classificatie heeft een mudstone bijvoorbeeld meer dan 90% matrix; in Folks classificatie meer dan 75%. Deze percentages zijn het aandeel van de matrix in het totale volume van het gesteente.
De plek waar mudstone ontstaat heeft vrijwel geen invoer van sediment van het continent, wat gewoonlijk betekent dat het ver verwijderd van het land is. Dit blijkt uit de afwezigheid van zogenaamde siliciklastica in dergelijk gesteente (grind, zand of silt): deze ontstaan door verwering en erosie op het land en zijn in de open oceaan afwezig. In de open oceaan gevormd sedimentair gesteente wordt pelagisch genoemd.
Een sedimentair gesteente met een overwegend zeer fijne korrelgrootte, zoals een moddersteen, kan alleen in zeer rustig, stilstaand water ontstaan. Mudstones die zijn ontstaan in een pelagische omgeving (de vrije oceaan) bevatten vaak veel microfossielen als radiolaria of globigerinida. Ook grotere fossielen (graptolieten, bivalven) kunnen voorkomen. Als deze meer dan 10% van het gesteente uitmaken is het volgens Dunham geen mudstone maar een wackestone of floatstone.
Mudstone en wackestone kunnen ook vormen in het rustige water van baaien en lagunes, waar geen siliciklastisch sediment wordt aangevoerd. Dergelijke afzettingsmilieus hebben vaak cyclische veranderingen (dag-nacht, zomer-winter) die het gesteente een fijne gelaagdheid geven.
Een derde afzettingsmilieu waarin kalkmoddersteen ontstaat is in de rustigste delen van de getijdenzone, bijvoorbeeld op ver uit de kust gelegen wadden en carbonaatplatforms. Dergelijke mudstone is rijk aan biologische componenten, zoals algen. Wanneer algen (stromatolieten) het gesteente overal in gelaagde korsten hebben samengebonden spreekt men echter van een bindstone.

## Siliciklastisch gesteente
Moddersteen kan ook een siliciklastisch gesteente zijn. Soms wordt een gesteente wel moddersteen genoemd als de fracties silt en klei niet goed bekend zijn; de term is dan een verzamelnaam voor siltsteen en kleisteen/lutiet/argilliet. Sommige indelingen geven als onderscheid met schalie dat het laatste een splijting heeft, terwijl moddersteen geen fijne gelaagdheid, laminatie of voorkeursrichting van mineralen vertoont.
Kalkrijke siliciklastische moddersteen vormt vooral in warm, ondiep en nauwelijks stromend zeewater, bijvoorbeeld op de bodem van warme open binnenzeeën ver buiten de kust. De calciet in het sediment zorgt ervoor dat de kalkmodder snel samenkit tot een compacte harde kalksteen.